# La sfida degli Alton
La sfida degli Alton (Exile's song) è un romanzo di fantascienza e fantasy del 1995 scritto da Marion Zimmer Bradley facente parte del Ciclo di Darkover.
Il romanzo fu scritto da Marion Zimmer Bradley con la collaborazione di Adrienne Martine-Barnes, tuttavia non accreditata come coautrice del romanzo. La sfida degli Alton, assieme a La matrice ombra e Attacco a Darkover forma una trilogia di romanzi interna alla saga. In questa trilogia viene per la prima volta a mancare il "canone darkovano", cioè l'indipendenza di ogni volume dal quello precedente o quello successivo. In questo caso, infatti, i tre romanzi sono fortemente legati fra loro come una trilogia tradizionale, e bisogna per questo seguirne l'ordine di lettura per comprendere nella loro completezza i fatti narrati.
È stato pubblicato per la prima volta in italiano nel 1996 da Longanesi.

## Trama
Quando Margaret Alton torna a Darkover, non ricorda praticamente nulla del suo passato. Come studiosa di musica nella grande Federazione Terrestre, il suo unico interesse è scoprire qualcosa delle tante tradizioni musicali di quello che sa essere il suo pianeta d'origine, pianeta che però che non ha mai vissuto per davvero. Suo padre, Lew Alton, la portò via con sé quando aveva solo pochi anni di vita, strappandola a un orfanotrofio del quale oggi, da adulta, ha solo dei brutti ricordi.
Ma lentamente, passeggiando fra le vie di Thendara, Margaret Alton inizia a imbattersi in un passato che non sapeva di avere. Frammenti di una vita che non ricorda si affacciano sempre più spesso dentro di lei e gli eventi che risalgono alla Ribellione di Sharra (sono narrati nei romanzi L'erede di Hastur e L'esilio di Sharra), riemergono portando con loro tutto il terrore di un passato fatto di fughe e volti senza nome.
Ricordo dopo ricordo, Margaret viene così a conoscenza di essere l'ultima erede del Dominio degli Alton, una nobile Comyn, Marguerida Alton, e su di lei sono puntati gli occhi di molti nobili di Darkover. Ma gli intrighi di palazzo sono l'ultimo dei suoi problemi, perché dal passato di Darkover un'antica e potente nemica è tornata sul pianeta dal sole rosso e ha preso di mira proprio lei.

## Edizioni
(parziale)
- Marion Zimmer Bradley, La sfida degli Alton, traduzione di Maria Cristina Pietri, TEA, 1996,  pp. 541, cap. 28, ISBN 88-7818-356-3.